# Laterit
För andra betydelser, se Järnsten.

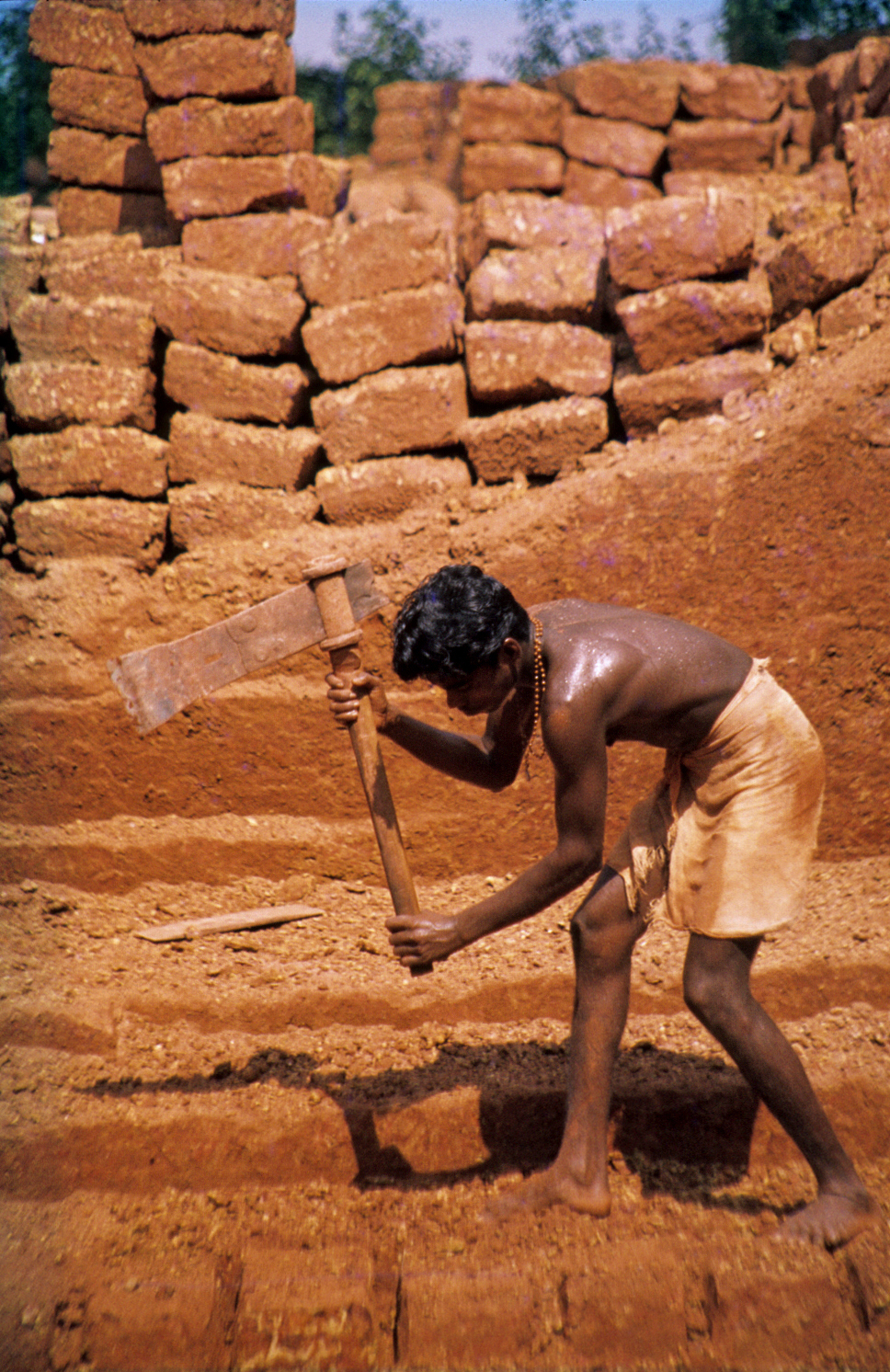
Indien: tillverkning av byggnadsblock i laterit.

Laterit, även kallad järnsten, är en jordart som kan vara röd, brun eller gul. Dessa jordar är rika på järn- och aluminiumoxider. Laterit innehåller även kaolinit men endast låga halter av kisel. Laterit bildas främst i tropiska eller andra varma/fuktiga områden. Jorden bildas genom kemisk vittring av andra jordlager och berg, bland annat vulkaniska bergarter.

## Användning
I fuktigt tillstånd är laterit plastisk, men den hårdnar under luftens och solstrålningens inverkan och kan därför brukas som byggnadsmaterial.
Laterit anses numera ofta som en speciell form inom den större jordmånsgruppen latosol. Den är näringsfattig och inte särskilt lämpad för jordbruk.

## Utbredning
Laterit förekommer bland annat i medelhavsområden och runt ekvatorn vid Afrikas västkust och österut till Sudan, Uganda och Tanzania. Det förekommer även längre söderut på Madagaskar. 